# قطعنامه ۱۷۱۷ شورای امنیت
قطعنامه  ۱۷۱۷ شورای امنیت سازمان ملل متحد که در تاریخ ۱۳ اکتبر ۲۰۰۶ تصویب شد، سندی بین‌المللی دربارهٔ دادگاه جنایی بین‌المللی برای رواندا است. این قطعنامه طی نشست ۵۵۵۰ام با ۱۵ رای موافق، ۰ مخالف و ۰ ممتنع تصویب شد.